# Paronychia tunisiana
Paronychia tunisiana är en nejlikväxtart som beskrevs av Mohammad Nazeer Chaudhri. Paronychia tunisiana ingår i släktet prasselörter, och familjen nejlikväxter. Inga underarter finns listade i Catalogue of Life.